# ديلرون باكلي
ديلرون سيباستيان باكلي (بالألمانية: Delron Buckley)‏ (مواليد 7 ديسمبر 1977 في ديربان) لاعب كرة قدم جنوب أفريقي دولي يجيد اللعب في خط الوسط . يلعب حاليا لصالح نادي أنورثوسيس فاماغوستا القبرصي منذ سنة 2009 .

## روابط خارجية
- ديلرون باكلي على موقع الاتحاد الدولي (مؤرشف)  (الإنجليزية)
- ديلرون باكلي على موقع قاعدة بيانات كرة القدم.إي يو (الإنجليزية)
- ديلرون باكلي على موقع بيانات كرة القدم. دي إي (الألمانية)
- ديلرون باكلي على موقع ناشيونال فوتبول تيمز (الإنجليزية)
- ديلرون باكلي على موقع Soccerway.com (الإنجليزية)
- ديلرون باكلي على موقع عالم كرة القدم.نت (الإنجليزية)
- ديلرون باكلي على موقع أوليمبيديا (الإنجليزية)